# Município de Marion (condado de Fayette, Ohio)
O município de Marion (em inglês: Marion Township) é um município localizado no condado de Fayette no estado estadounidense de Ohio. No ano de 2010 tinha uma população de 766 habitantes e uma densidade populacional de 8,65 pessoas por km².

## Geografia
O município de Marion encontra-se localizado nas coordenadas 39° 34′ 50″ N, 83° 18′ 49″ O. Segundo a Departamento do Censo dos Estados Unidos, o município tem uma superfície total de 88.52 km², da qual 88,49 km² correspondem a terra firme e (0,02 %) 0,02 km² é água.

## Demografia
Segundo o censo de 2010, tinha 766 pessoas residindo no município de Marion. A densidade populacional era de 8,65 hab./km². Dos 766 habitantes, o município de Marion estava composto pelo 96,87 % brancos, o 0,39 % eram afroamericanos, o 0,65 % eram asiáticos, o 0,91 % eram de outras raças e o 1,17 % eram de uma mistura de raças. Do total da população o 1,04 % eram hispanos ou latinos de qualquer raça.